# Општина Бербешти (Валча)
Бербешти (рум. Berbeşti) општина је у Румунији у округу Валча.
Oпштина се налази на надморској висини од 333 m.